# Київський інститут народної освіти
Київський інститут народної освіти (КІНО) — вищий навчальний заклад у Києві, який існував у 1920—1930 роках.
Був створений 1920 року більшовицьким управлінням вищих шкіл Києва як Вищий інститут народної освіти імені М. П. Драгоманова (ВІНО) на базі зачиненого Університету святого Володимира. У 1926 році був перейменований на Київський інститут народної освіти. Розформований 1930 року зі створенням Інституту соціального виховання, Інституту професійної освіти та Фізико-хіміко-математичного інституту. На базі двох останніх у 1933 році було відновлено Київський державний університет.

## Структура

### Факультети
У 1920—1921 навчальному році ВІНО мав 3 факультети: дошкільний, шкільний та лікарсько-педагогічний. Реформа 1921 року перетворила їх на 2 факультети: соціального виховання та професійної освіти. 1 лютого 1923 року було відкрито ще один, робітничий факультет.
Факультети поділялися на відділи (які 1924 року були перейменовані в цикли), до складу яких входили підвідділи.
1929 року на базі фізико-хімічного відділу факультету професійної освіти було створено хімічний факультет з фізико-хімічним та агрохімічним відділами.
Тривалість навчання залежала від відділу чи факультету й складала від 2 до 5 років. Переважна кількість студентів навчалися 4-5 років, студенти робітничого факультету — 2 роки в 1923—1926 роках і 3 роки з 1926 року.

### Управління
З 1921 року було знову введено посаду ректора. Паралельно у 1921—1925 роках існувала посада політичного комісара інституту. На чолі стояло Бюро інституту (мало також назви Правління чи Управа) в складі ректора, комісара, проректора, заступника комісара, деканів факультетів. Також збиралися загальні збори, куди входили всі викладачі, технічні працівники, представники студентства.

### Допоміжні установи
У 1920 році зі складу Університету св. Володимира до КІНО було передано 37 навчально-допоміжних установ. Серед них були лабораторії:
- технічної, органічної та фізичної хімії;
- зоологічна та зоотомічна;
- мінералогічна
- геологічна

Також існували науково-навчальні музеї, або кабінети:
- фізичний, механічний і геометричний
- ботанічний
- зоотомічний
- географічний і етнографічний
- фізичної географії
- мінералогічний
- геологічний
- археологічний
- мистецтв
- мюнцкабінет

Окремо існували Астрономічна обсерваторія та Метеорологічна обсерваторія. Також при інституті був Ботанічний сад. Ці установи 1924 року вивели зі складу КІНО через нестачу фінансування.

## Історія

### Створення
Створений 15 липня 1920 року злиттям історико-філософського факультету Університету святого Володимира та Вищих жіночих курсів. Надалі до КІНО було приєднані фізико-математичний факультет університету, Київський державний український університет, Учительський інститут, Фребелівський інститут і Географічний інститут.
На перший рік на чолі інституту стояли Рада та Правління КІНО. Рада займалася навчальними питаннями, а Правління — господарськими. Раду очолював професор Генріх Якубаніс, до її складу входили викладачі, представники студентів, губернського відділу народної освіти. Правління складалося з голови Ради, представників від факультетських рад, двох представників від студентства і двох представників від Комітету службовців, де були адміністративні і технічні робітники інституту.

### Діяльність
У 1920-ті роки йшла активна боротьба між комуністичним осередком ІНО та іншими студентськими угруповуваннями.

### Реорганізація
У 1930 році було прийнято рішення про подрібнення навчальних закладів. КІНО розформували та створили Інститут соціального виховання, Інститут професійної освіти та Фізико-хіміко-математичний інститут. Утім, уже 1933 року на базі Інституту профосвіти та Фізико-хіміко-математичного інституту було створено Київський державний університет. Інститут соціального виховання проіснував до 1934 року коли був перетворений на Педагогічний інститут.

## Науково-дослідні кафедри
Оскільки інститути народної освіти мали на меті тільки навчання, але не наукову діяльність, тому Головнаука при Наркомосвіти УСРР постановила 1922 року організувати серію науково-дослідних кафедр, де б могла здійснюватися наукова діяльність окремо від ВУАН, що вважалася «буржуазно-націоналістичною». При КІНО було відкрито 7 таких кафедр: математики, ботаніки, зоології, мовознавства, фізики, педології та мистецтва. При кожній кафедрі була аспірантура, де могли навчатися 4-6 «благонадійних» аспірантів.
Науково-дослідна кафедра математики була заснована 1922 року під керівництвом професора Дмитра Граве й проіснувала до 1934 року, коли була приєднана до Інституту математики АН УСРР. Основною тематикою досліджень були прикладна математика й механіка. Станом на 1927 рік на кафедрі працювало 7 співробітників, зокрема Борис Букреєв, Михайло Кравчук, Георгій Пфейффер, Юрій Соколов, та 11 аспірантів, серед яких Наум Ахієзер, Вадим Дяченко, Клавдія Латишева, Михайло Орлов, Євген Ремез.
Науково-дослідна кафедра ботаніки існувала в 1922—1927 роках під головуванням професора Олександра Фоміна, а надалі була перетворена на Інститут ботаніки Наркомату освіти.
Науково-дослідна кафедра зоології під керівництвом професора Івана Шмальгаузена працювала в 1922—1930 роках, а надалі приєднана до створеного Інституту зоології і біології ВУАН.
Науково-дослідну кафедру мовознавства очолював професор Агатангел Кримський, вона працювала в 1923—1932 роках. Була найбільшою такою кафедрою КІНО — у 1927 році мала 19 дійсних членів і 15 аспірантів.
Науково-дослідна кафедра педології була створена 1923 року на базі окремої Київської науково-дослідної кафедри педології, яка в свою чергу була утворена з Київського науково-педологічного інституту 16 листопада 1921 року. Головою кафедри 1921 року був Степан Ананьїн, він же очолював секцію педагогіки. Інші секції — фізіології та гігієни дитинства (Валентина Радзимовська), практичної педагогіки (Яків Чепіга-Зеленкевич), дефективної дитини (Адріан Володимирський). Серед членів кафедри були Іван Соколянський, Геннадій Жураковський, Олександр Раєвський, Роман Черанівський, В. А. Головковський, Пелех, Готесман, Слуцький. У 1923 році кафедра була приєднана до КІНО. Її головами були Валентина Радзимовська (1923—1929), а після її арешту — Йосип Селіханович (1929—1930)У 1926 році вона складалася також з 4 секцій: фізіології дитинства (керівник В. В. Радзімовська, член С. М. Плотнікова) з підсекцією рефлексології (керівник К. С. Макульський); експериментальної педагогіки й педагогічної психотехніки (керівник О. М. Раєвський), історії та системи педагогічної техніки (керівник Й. Б. Селіханович, член Г. Є. Жураківський); дошкільного виховання (керівник О. І. Дорошенко). Додатково мали бути створені секція дидактики (за відсутності голови його функції розподілили О. М. Раєвський і І. Б. Селіханович, до членів секції входив О. Ф. Музиченко) і секція індивідуальної педагогіки під керівництвом В. М. Гаккебуша (не затверджений Укрнаукою). Серед аспірантів кафедри були Г. С. Костюк, В. І. Помагайба, Д. Ф. Миколенко, О. О. Андрієвська, К. А. Заїкина, М. Ф. Ярошівський, О. С. Кулінич, К. Т. Федорівський, О. Г. Дертєва, Л. А. Гордон, Д. І. Огородник, Є. К. Сухенко, М. В. Яцутін, М. К. Шейко. Кандидати в наукові співробітники: В. А. Головківський, І. В. Карпов, Я. Б. Резник.

Також існували науково-дослідна кафедра фізики, геології, мистецтвознавства.

## Викладачі

### Ректори
- Костянтин Щербина (1920)
- Микола Лобода (1921—1924)
- Олександр Карпеко (23.06.1924-27.11.1925)
- Семен Семко-Казачук (1926—1927)
- Андрій Артемський (1928—1930)
- Микита Грищенко (1930—1932, ректор Інституту соціального виховання)

### Професори
- Шмальгаузен Іван Іванович

### Інші
- Музиченко Олександр Федорович

## Видання
У 1926—1929 роках інститут видавав «Бюлетень методичного консультаційного Бюро при КІНО». Паралельно у 1926—1930 роках виходили «Записки Київського інституту народної освіти».
У 1928—1929 роках виходив журнал «Кузня освіти», а з жовтня 1929 до 1931 року — однойменна газета. З 1932 року її перейменували на «За комуністичні кадри», а надалі вона набула назви «Київський університет».